# Omphax vicinitaria
Omphax vicinitaria är en fjärilsart som beskrevs av Hans Daniel Johan Wallengren 1863. Omphax vicinitaria ingår i släktet Omphax och familjen mätare. Inga underarter finns listade i Catalogue of Life.